# Samsara Blues Experiment
I Samsara Blues Experiment sono stati una band psychedelic rock tedesca formatasi a Berlino nel 2007.

## Discografia

### Album in studio
- 2008 - s/t Demo / 2009 Release im USA-Demo / 2011 USA-Demo (Electric Magic Records)
- 2010 - Long Distance Trip (World in Sound/Rough Trade)
- 2011 - Revelation & Mistery (World in Sound/Rough Trade)
- 2012 - Center of the Sun / Midnight Boogie - 12" EP (World In Sound/Rough Trade)
- 2013 - Samsara Blues Experiment "Live At Rockpalast" (Electric Magic Records)
- 2013 - Waiting For The Flood (Electric Magic Records)
- 2017 - One With The Universe (Electric Magic Records)
- 2021 - End Of Forever (Electric Magic Records)
- 2023 - Rock Hard In Concert (World in Sound)